# Залу
Залу (перс. زالو) — село в Ірані, у дегестані Аманабад, у Центральному бахші, шахрестані Ерак остану Марказі. За даними перепису 2006 року, його населення становило 0 осіб, що проживали у складі 0 сімей.

## Клімат
Середня річна температура становить 11,72 °C, середня максимальна – 30,48 °C, а середня мінімальна – -10,80 °C. Середня річна кількість опадів – 227 мм.
| Клімат поселення                              | Клімат поселення | Клімат поселення | Клімат поселення | Клімат поселення | Клімат поселення | Клімат поселення | Клімат поселення | Клімат поселення | Клімат поселення | Клімат поселення | Клімат поселення | Клімат поселення | Клімат поселення |
| Показник                                      | Січ.             | Лют.             | Бер.             | Квіт.            | Трав.            | Черв.            | Лип.             | Серп.            | Вер.             | Жовт.            | Лист.            | Груд.            |                  |
| Середній максимум, °C                         | 7,81             | 9,89             | 13,73            | 19,28            | 23,61            | 30,48            | 30,20            | 29,58            | 25,84            | 19,82            | 12,78            | 7,48             |                  |
| Середня температура, °C                       | −1,49            | 0,60             | 4,44             | 9,99             | 14,32            | 21,19            | 24,52            | 23,91            | 20,16            | 14,15            | 7,10             | 1,80             |                  |
| Середній мінімум, °C                          | −10,8            | −8,71            | −4,87            | 0,70             | 5,02             | 11,90            | 18,83            | 18,20            | 14,46            | 8,45             | 1,40             | −3,9             |                  |
| Норма опадів, мм                              | 35               | 35               | 41               | 29               | 21               | 3                | 2                | 1                | 0                | 8                | 22               | 30               |                  |
| Середньомісячна швидкість вітру, м/с          | 1.22             | 1.96             | 2.42             | 2.72             | 2.49             | 2.38             | 2.35             | 2.16             | 2.09             | 2.11             | 1.92             | 1.31             |                  |
| Середньомісячна сонячна радіація, кДж/м²·день | 9710             | 12955            | 15479            | 18675            | 22595            | 26929            | 25938            | 24324            | 21452            | 16003            | 11342            | 9426             |                  |
| --------------------------------------------- | ---------------- | ---------------- | ---------------- | ---------------- | ---------------- | ---------------- | ---------------- | ---------------- | ---------------- | ---------------- | ---------------- | ---------------- | ---------------- |
| Джерело:                                      |                  |                  |                  |                  |                  |                  |                  |                  |                  |                  |                  |                  |                  |